# Canoagem nos Jogos Pan-Americanos de 2019 - C-1 1000 m masculino
A competição do C-1 1000 metros masculino foi um dos eventos da canoagem nos Jogos Pan-Americanos de 2019. Foi disputada no Parque Natural Albúfera de Medio Mundo, em Huacho, no Peru nos dias 27 e 29 de julho.

## Calendário
Horário local (UTC-5).
| Data        | Horário | Fase      |
| ----------- | ------- | --------- |
| 27 de julho | 8:30    | Baterias  |
| 27 de julho | 11:55   | Semifinal |
| 29 de julho | 9:45    | Final     |

## Medalhistas
| Ouro   | BRA Isaquias Queiroz |
| Prata  | CUB Fernando Jorge   |
| Bronze | CAN Drew Hodges      |

## Resultados

### Eliminatórias
Os dois melhores em cada bateria se classificaram diretamente para a final e os restantes disputaram a semifinal. 
Bateria 1
| Pos. | Canoísta       | País                     | Tempo    | Obs. |
| ---- | -------------- | ------------------------ | -------- | ---- |
| 1    | Fernando Jorge | CUB Cuba                 | 4.09.311 | F    |
| 2    | Drew Hodges    | CAN Canadá               | 4.13.796 | F    |
| 3    | Ian Ross       | USA Estados Unidos       | 4.31.018 | SF   |
| 4    | Cristhian Sola | ECU Equador              | 4.33.588 | SF   |
| 5    | Ariel Jimenez  | DOM República Dominicana | 4.39.213 | SF   |
| 6    | Edward Parades | VEN Venezuela            | 4.43.873 | SF   |

Bateria 2
| Pos. | Canoísta           | País          | Tempo    | Obs. |
| ---- | ------------------ | ------------- | -------- | ---- |
| 1    | Isaquias Queiroz   | BRA Brasil    | 4.00.985 | F    |
| 2    | Everardo Cristóbal | MEX México    | 4.01.627 | F    |
| 3    | Luciano Mendez     | ARG Argentina | 4.10.985 | SF   |
| 4    | Nicolas Vergara    | CHI Chile     | 4.28.820 | SF   |
| 5    | Beldin Gaona       | PER Peru      | 4.49.417 | SF   |

### Semifinal
Os quatro primeiros colocados se classificaram para a final. 
| Pos. | Canoísta        | País                     | Tempo    | Obs. |
| ---- | --------------- | ------------------------ | -------- | ---- |
| 1    | Luciano Mendez  | ARG Argentina            | 4:10.009 | F    |
| 2    | Nicolas Vergara | CHI Chile                | 4:19.254 | F    |
| 3    | Ian Ross        | USA Estados Unidos       | 4:21.859 | F    |
| 4    | Edward Parades  | VEN Venezuela            | 4:27.53  | F    |
| 5    | Cristhian Sola  | ECU Equador              | 4:29.466 |      |
| 6    | Ariel Jimenez   | DOM República Dominicana | 4:43.509 |      |
| 7    | Beldin Gaona    | PER Peru                 | 4:49.104 |      |

### Final
A final ocorreu dia 29 de julho às 9:45. 
| Pos.              | Canoísta           | País               | Tempo    | Obs. |
| ----------------- | ------------------ | ------------------ | -------- | ---- |
| Medalha de ouro   | Isaquias Queiroz   | BRA Brasil         | 3:47.631 |      |
| Medalha de prata  | Fernando Jorge     | CUB Cuba           | 3:48.574 |      |
| Medalha de bronze | Drew Hodges        | CAN Canadá         | 3:58.454 |      |
| 4                 | Everardo Cristóbal | MEX México         | 4:03.689 |      |
| 5                 | Edward Parades     | VEN Venezuela      | 4:09.201 |      |
| 6                 | Luciano Mendez     | ARG Argentina      | 4:11.414 |      |
| 7                 | Ian Ross           | USA Estados Unidos | 4:16.371 |      |
| 8                 | Nicolas Vergara    | CHI Chile          | 4:28.971 |      |